# (20562) 1999 RV120
A (20562) 1999 RV120 a Naprendszer kisbolygóövében található aszteroida. A LINEAR projekt keretében fedezték fel 1999. szeptember 9-én.